# Pherecydes tuberculatus
Pherecydes tuberculatus är en spindelart som beskrevs av O. Pickard-Cambridge 1883. Pherecydes tuberculatus ingår i släktet Pherecydes och familjen krabbspindlar. Inga underarter finns listade i Catalogue of Life.